# Mariza (Oblast Plowdiw)
Mariza (bulgarisch община Марица) ist eine Gemeinde in der Oblast Plowdiw in Zentralbulgarien. Verwaltungszentrum der Gemeinde ist Plowdiw, das aber nicht zur Gemeinde Mariza gehört. Die Gemeinde liegt im mittleren Bereich der Oblast Plowdiw, nördlich der Stadt Plowdiw am Nordufer der Mariza.

## Gemeindegliederung
Die Gemeinde Mariza mit 30.676 Einwohnern besteht nur aus Dörfern. In der Gemeinde sind außer dem Dorf Mariza noch folgende Orte eingegliedert:
- Benkowski (Oblast Plowdiw)
- Graf Ignatiewo
- Dink (Dorf)
- Jasno Pole
- Kalekowez
- Kostiewo
- Krislowo
- Manole
- Manolsko Konare
- Radinowo
- Rogosch
- Scheljasno
- Skutare
- Stroewo
- Trilistnik
- Trud (Dorf)
- Wojwodinowo
- Wojsil
- Zarazowo

### Nachbargemeinden
Nachbargemeinden sind – von Norden aus im Uhrzeigersinn – Kalojanowo, Rakowski, Sadowo, Rodopi, Plowdiw und Saedinenie.